# Witch Academy
Pour plus de détails, voir Fiche technique et Distribution.
Witch Academy est un film américain réalisé par Fred Olen Ray, sorti en 1995. Il a été écrit par Mark Thomas McGee et tourné par Gary Graver. Ray a déclaré que c’était le dernier de ses films de « scream queen » car la demande pour ce marché était sur le point de s’effondrer .

## Synopsis
Becky (Veronica Carothers) est une étudiante jolie, mais terriblement naïve. Elle rêve de rejoindre la sororité étudiante la plus exclusive du campus de l’université. Cependant, les filles de la sororité pensent qu’elle ne s’intégrera jamais, car elle est une sorte de nerd. Un jour, les filles prévoient d’aller à une fête, mais la fête est annulée. Comme elles s’ennuient, elles décident d’inviter la geek Becky à être testée pour être sélectionnée et entrer dans l’équipe. Mais Becky s’aperçoit vite que ses futures « sœurs » semblent bien plus intéressées à lui faire subir des rituels de bizutage embarrassants, l’un après l’autre, qu’à se lier d’amitié avec elle. Elles cherchent sans cesse de nouvelles façons de l’humilier. Le sadomasochisme semble régner en maître au sein de la sororité. Ce que Becky ne sait pas, c’est que les filles sont des sorcières.
Une nuit, Becky rêve à haute voix qu’elle serait prête à vendre son âme pour être riche, jolie et puissante comme ses futures sœurs. Soudain apparaît opportunément le diable lui-même (Robert Vaughn). Il informe Becky qu’il peut exaucer son vœu. Elle accepte l’offre, et la prude Becky est aussitôt transformée en Leslie, une bombe sexuelle éblouissante, chaude comme l’enfer. Seulement pourquoi le diable aide-t-il Leslie ? On se doute qu’il a des arrière-pensées en tête. En effet, le diable a d’autres plans pour Leslie, des plans de vengeance. Elle peut se transformer en monstre à chaque fois que la fantaisie lui en prend, et détruire ses ennemis. Elle va donc se venger des membres de la sororité.

## Distribution
- Robert Vaughn : le Diable
- Priscilla Barnes : Edith
- Veronica Carothers : Leslie[2].
- Suzanne Ager : Wanda Warden
- Michelle Bauer : Tara
- Ruth Collins : Darla
- Don Dowe : Neal
- John Henry Richardson : professeur Lamar
- Steve Controneo : le Diable maquillé (non crédité)
- Ron Pardini : le monstre (non crédité)[3]

## Production
Le tournage a eu lieu à Los Angeles, en Californie, aux États-Unis, pour un budget estimé à 
140 000 $ US. Le film est sorti en salles le 10 octobre 1995 aux États-Unis et le 4 décembre 1995 au Royaume-Uni.